# Joan Giner Miguelez
Joan Giner i Miguelez (Cornellà de Llobregat, 26 de juliol de 1989) és un científic i polític català. Va ser diputat al Parlament de Catalunya en la XI Legislatura, secretari d'anàlisi estratègica de Podem Catalunya i va participa en la creació de Cornellà En Comú. Actualment, és investigador en intel·ligència artificial i ciències socials computacionals al Centre de Supercomputació de Barcelona

## Biografia
Criat i educat a Cornellà de Llobregat en la seva etapa d'estudiant, va participar en el moviment de protesta estudiantil contra el Pla Bolonya i contra el tancament dels batxillerats nocturns als barris populars de Barcelona. És llicenciat en enginyeria de telecomunicació i doctorat en dades i intel·ligència artificial. Ha treballat com a arquitecte de software en el sector de les TIC, on desenvolupa tecnologia web i impulsa l'economia social.
L' any 2011 va participar en el moviment 15M a Cornellà i es va incorporar a les plataformes d'afectats per les preferents. També a la seva ciutat natal va formar part de la campanya contra el tancament del Cinema Pisa i de la plataforma Eurovegas No al Baix Llobregat. El 2012 va impulsar amb altres companys l'Ateneu Popular de Cornellà.
El febrer del 2015 va ser escollit secretari de Podem Cornellà i membre del seu consell ciutadà, amb el projecte d'impulsar amb altres forces i entitats per les eleccions municipals de 2015 el projecte de Cornellà en Comú-Crida per Cornellà. A les eleccions municipals de 2015, Cornellà En Comú va ser la segona força política del municipi en aconseguir el 17,44% dels vots.
A les eleccions al Parlament de Catalunya de 2015, després d'assolir la tercera plaça a les primàries de Podem Catalunya, va ocupar el vuitè lloc de la llista de Catalunya Sí que es Pot encapçalada per Lluís Rabell. Va ser elegit diputat —esdevenint juntament amb Gerard Gómez del Moral un dels diputats més joves del Parlament—, motiu pel qual va ser membre de la Mesa d'edat del Parlament de Catalunya durant la seva sessió constitutiva.
En l'aniversari de la consulta del 9N del 2015, el Parlament de Catalunya va votar la resolució presentada per Junts pel Sí i la CUP com a pas previ al debat d'investidura. En el marc d'aquesta votació, Joan Giner va fer públic al seu blog que va votar contra la moció per no trencar la disciplina del grup, però que hauria preferit abstenir-se; i va denunciar pressions, plantejant que no haver-hi un debat amb les bases de Podem per prendre aquesta decisió.
Com a diputat, impulsa junt amb Albano Dante Fachin la iniciativa Parlament Obert, enfocada a la participació ciutadana dins la institució. Dins de la seva activitat parlamentària, presideix la Comissió de Polítiques de Joventut del Parlament de Catalunya, també sent al seu torn portaveu del seu grup parlamentari a Universitats, Ciència i Tecnologia de la Informació, així com a Drets Humans i Justícia.
El juliol del 2016 va ser nomenat secretari polític de Podem Catalunya en ser la persona més votada al Consell Ciutadà Català en les primàries internes del partit, on es presentava la llista que liderava Albano Dante (escollit secretari general del partit). El juliol del 2017 és rellevat de la secretaria política de Podem Catalunya, fet que qualificarà posteriorment d'"error democràtic".